# Kerta
Kerta ist eine ungarische Gemeinde im Kreis Devecser im Komitat Veszprém. Zur Gemeinde gehört der Ortsteil Várcsalitpuszta.

## Geografische Lage
Kerta liegt 49 Kilometer nordwestlich des Komitatssitzes Veszprém und 14 Kilometer nordwestlich der Kreisstadt Devecser an dem Fluss Hunyor-patak. Nachbargemeinden sind Kispirit, Kiscsősz, Iszkáz, Karakószörcsök und Kamond.

## Geschichte
Der Name des Ortes ist unbekannten Ursprungs. In einer Urkunde wurde er 1272 als Keercha und 1469 als Kyrtha erwähnt. Im Jahr 1913 gab es in der damaligen Kleingemeinde 133 Häuser und 870 Einwohner auf einer Fläche von 2683 Katastraljochen. Sie gehörte zu dieser Zeit zum Bezirk Devecser im Komitat Veszprém. Die Gemeinde ist traditionell landwirtschaftlich geprägt mit dem Anbau von Getreide, der Produktion von Futtermitteln sowie Rinder- und Schweinezucht.

## Sehenswürdigkeiten
- Evangelische Kirche
- Heimatgeschichtliche Sammlung (Helytörténeti gyűjtemény)
- Römisch-katholische Kirche Szent Erzsébet
- Sándor-Süle-Gedenktafel
- Weltkriegsdenkmal und 1956er-Denkmal

## Verkehr
In Kerta treffen die Landstraße Nr. 8403 und Nr. 8414 aufeinander. Der Bahnhof befindet sich zwei Kilometer südwestlich der Ortsmitte, von dort bestehen Zugverbindungen nach Ajka und Celldömölk. Weiterhin gibt es Busverbindungen nach Kamond, über Iszkáz und Csögle nach Adorjánháza sowie über Karakószörcsök, Apácatorna und Devecser nach Ajka.